# District (république de Chine)
Pour un article plus général, voir District.
À Taïwan, le district est une subdivision administrative de niveau secondaire. On distingue deux types de districts :
- le district (chinois traditionnel : 區 ; pinyin : qū, anglais : district),
- le district indigène montagnard (chinois traditionnel : 原住民區 ; pinyin : yuánzhùmínqū, anglais : mountain indigenous district).

## Hiérarchie
Dans la hiérarchie des organes de gouvernement autonomes (anglais : self-governing bodies), le district se classe sous la municipalité spéciale et la ville provinciale, tous deux organes de premier niveau,.
Le district est composé par les villages urbains (chinois traditionnel : 里 ; pinyin : lǐ, anglais : urban village) et les villages ruraux (chinois traditionnel : 村 ; pinyin : cūn, anglais : rural village), eux-mêmes composés par les quartiers (chinois traditionnel : 鄰 ; pinyin : lín, anglais : neighborhood),.